# Shlomit Baytelman
Shlomit Baytelman Albala (hebreo: שלומית בייטלמן; yiddish: שלאָמיט בייַטעלמאַן; Afula, Israel, 30 de noviembre de 1949) es una actriz, directora y escritora de origen israelí nacionalizada chilena. Reconocida por ser símbolo sexual en el cine chileno con la película Julio comienza en Julio (1979).

## Biografía
Nació en Israel, el 30 de noviembre de 1949 y circunscrita en 1951. Hija de Bernardo ''Beco'' Baytelman Goldenberg (-f. 1982); actor, poeta, antropólogo y jefe de Extensión de la sede oriente de la Universidad de Chile, y de Eliana Albala Levy (n. 1929-); poetisa.  Por su vía paterna, es sobrina de David Baytelman Goldenberg.
En 1966, fue considerada como la mejor actriz escolar de Santiago por lo que obtuvo una beca para participar en un taller teatral organizado por el Ministerio de Educación.Después de terminar el colegio ingresa a la Escuela de Teatro de la Universidad de Chile y hace sus primeras actuaciones en La remolienda y Tres tristes tigres, de Alejandro Sieveking. 
Después de terminar su carrera, en los años 72 y 73 participó de los montajes Chiloé cielos cubiertos, de María Asunción Requena, y Las troyanas de Eurípides. Aunque es más reconocida por su extensísima trayectoria teatral, Baytelman se hizo famosa con el personaje de María, una prostituta de la película Julio comienza en julio, del director Silvio Caiozzi. 
En televisión, destacó en las telenovelas La gran mentira (1982), El juego de la vida y Las herederas (ambas en 1983),  El milagro de vivir (1990) y Rompecorazón (1994). Pero se consagraría tras ser parte del reparto de la exitosa serie de televisión, Los Venegas de TVN, interpretando a Carla, durante dos décadas.

## Filmografía
| Año  | Título                      | Papel       | Director           |
| ---- | --------------------------- | ----------- | ------------------ |
| 1972 | Estado de sitio             | Militante   | Costa-Gavras       |
| 1977 | Julio comienza en julio     | María       | Silvio Caiozzi     |
| 1987 | Imagen latente              | —           | Pablo Perelman     |
| 1988 | Consuelo                    | —           | Luis R. Vera       |
| 1990 | País de octubre             | —           | Daniel de la Vega  |
| 1997 | Takilleitor                 | Shlomit     | Daniel de la Vega  |
| 2001 | Antonia                     | Psiquiatra  | Mario Andrade      |
| 2007 | Irrespirable                | —           | Matías Pinochet    |
| 2007 | Los Andes no creen en Dios  | Clota       | Antonio Eguino     |
| 2010 | Ni una caricia              | Violeta     | Beatriz Maldonado  |
| 2010 | Perro muerto                | —           | Camilo Becerra     |
| 2011 | Marco quiere mucho a Iris   | —           |                    |
| 2011 | ¿Alguien ha visto a Lupita? | Manuela     | Gonzalo Justiniano |
| 2011 | El circuito de Román        | Carmen      | Sebastián Brahm    |
| 2012 | No                          | Ella misma  | Pablo Larraín      |
| 2013 | I Am from Chile             | Marta       | Gonzalo Díaz       |
| 2014 | Olvidados                   | Gloria      | Carlos Bolado      |
| 2014 | Mejor estar solo            | —           | Rodrigo González   |
| 2016 | Argentino QL                | Sofía       | Patricio Pimienta  |
| 2016 | Secos                       | Ella misma  | Galut Alarcón      |
| 2018 | Crónica de una despedida    | Sara        | Pepe Maldonado     |
| 2020 | Homemade                    | —           | Pablo Larraín      |
| 2020 | El estado imaginario        | Ruth Alvo   | Alan Fischer       |
| 2025 | Detrás de la lluvia         | Dora Belmar | Valeria Sarmiento  |

## Televisión
| Año  | Título                   | Papel                           | Notas                       |
| ---- | ------------------------ | ------------------------------- | --------------------------- |
| 1976 | Sol tardío               | Nancy                           |                             |
| 1978 | El secreto de Isabel     | Paula La Rioja                  |                             |
| 1981 | Casagrande               | Renata Fernández                | Protagonista: 79 episodios  |
| 1982 | La gran mentira          | Cecilia Benavides               | Protagonista: 112 episodios |
| 1983 | El juego de la vida      | Paola Arratia                   |                             |
| 1983 | Las herederas            | Patricia Duval                  | Protagonista: 126 episodios |
| 1985 | Matrimonio de papel      | Carolina Dellany                |                             |
| 1988 | Vivir así                | Ana María Maturana              |                             |
| 1990 | El milagro de vivir      | Sofía Rivadeneira               |                             |
| 1991 | Volver a empezar         | Jessica Morel                   | Antagonista; 110 episodios  |
| 1991 | Ellas por ellas          | Marietta Fernández              | ¿? episodios                |
| 1993 | Jaque mate               | Mimí Pons, Condesa de Almodóvar |                             |
| 1994 | Rompecorazón             | Josefina Aristizábal            |                             |
| 1996 | Loca piel                | Diana Balbontín                 |                             |
| 1999 | Aquelarre                | Mariola Bulnes                  | 3 episodios                 |
| 2000 | Santo ladrón             | Leonor Valdés                   | 3 episodios                 |
| 2004 | Hippie                   | Mónica Grez                     |                             |
| 2006 | Entre medias             | Teresa Fernández                | 5 episodios                 |
| 2008 | Hijos del Monte          | Rosa Miranda                    | 13 episodios                |
| 2010 | Mujeres de lujo          | Casta Diva                      | 7 episodios                 |
| 2011 | Infiltradas              | Libertad León                   | [ 7 ]                       |
| 2011 | Esperanza                | Trinidad Vergara                | Antagonista; 111 episodios  |
| 2012 | La sexóloga              | Simona Rossini                  | 11 episodios                |
| 2015 | Buscando a María         | Marta Briones                   |                             |
| 2017 | La colombiana            | Carmen Gloria Zurita            | 15 episodios                |
| 2019 | 100 días para enamorarse | Lourdes Cotapos                 |                             |
| 2023 | Dime con quién andas     | Luisa Infante                   | 10 episodios                |

| Año       | Título                    | Papel           | Notas                          |
| --------- | ------------------------- | --------------- | ------------------------------ |
| 1980      | Troncal Negrete           | María           |                                |
| 1989-2011 | Los Venegas               | Carla Alcázar   | [ 10 ]                         |
| 1990      | Domingo 7                 | varios          |                                |
| 1992      | Estrictamente sentimental | Olga            | Episodio: Ella, él y la otra   |
| 1998      | Los Cárcamo               | Corina          | Episodio: ¿?                   |
| 2003      | Cuentos de mujeres        | Elsa / Ivette   | 2 episodios                    |
| 2005      | El día menos pensado      | Marta           | Episodio: El paciente          |
| 2005      | La vida es una lotería    | —               | Episodio: Sexyman              |
| 2010      | Cartas de mujer           | Irene           | Episodio: Consuelo             |
| 2013      | Maldito corazón           | Luisa           | Episodio: El crimen del pintor |
| 2013      | Infieles                  | Augusta         | Episodio: Banda ancha          |
| 2014      | El hombre de tu vida      | Luciana         | Episodio: ¿?                   |
| 2015      | Los años dorados          | Silvana         | Episodio: ¿?                   |
| 2017      | Papá mono                 | Teresa Larrondo | Episodio: Mamá mono            |
| 2024      | Casado con hijos          | Michu           | Episodio: En boca de todos     |

#### Otras apariciones
- El nuevo teatro de José Vilar (1979-1982)
- Auf Achse (1978-1996) (1 episodio de 1987)
- Teatro en Canal 13 (1995-1998)
- Teatro en Chilevisión (2010)

## Podcast
- Caso 63: Lo que viene después de la pandemia (Spotify, 2020) - Leonor Cifuentes

## Premios
- 1983 - Premio Mérito Televisivo otorgado por La Tercera
- 1985 - Nominación: Premio Vea TV a la Mejor actriz de televisión
- 2021 - Nominación: Premio Estrella a la Mejor participación especial por 100 días para enamorarse (Chile)[11]